# Bathygadus macrops
Bathygadus macrops är en djuphavsfisk i familjen skolästfiskar.  

## Utseende
Som alla skolästfiskar är Bathygadus macrops en långsträckt fisk med kort, kilformad kropp, lång, smal stjärt utan stjärtfena men med lång bukfena och andra ryggfena (den första är kort och hög). Till skillnad från många andra skolästfiskar har den bara en rudimentär skäggtöm under hakan.  Huvudet är kraftigt med förhållandevis stora ögon. Arten blir upp till 50 cm lång.

## Vanor
Arten lever stationärt strax ovanför bottnen på djup mellan 200 och 780 m.

## Ekonomisk betydelse
Ett mindre fiske, främst som bifångst vid räkfiske, förekommer i Mexikanska golfen och Guineabukten.

## Utbredning
Bathygadus macrops finns i Västatlanten från USA:s östkust till Mexikanska golfen och Västindien, samt i Guineabukten i Östatlanten,